# Towel Day

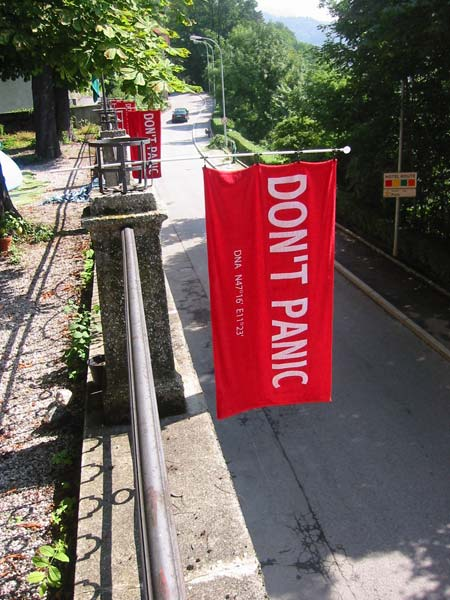
Towel Day in Innsbruck: handdoeken met zeefdruk als eerbetoon aan Douglas Adams. Naast de woorden 'DON'T PANIC' staan de gps-gegevens van de stad Innsbruck, waar hij op het idee kwam voor Het transgalactisch liftershandboek

Towel Day (letterlijk handdoekdag) is een evenement bedoeld als eerbetoon aan schrijver Douglas Adams, bekend van de sciencefictionreeks Het transgalactisch liftershandboek. Het evenement werd door liefhebbers van Adams' werken bedacht na diens overlijden op 11 mei 2001 en wordt sindsdien jaarlijks op 25 mei gehouden.
De bedoeling is dat liefhebbers van Adams' werken op Towel Day de hele dag een handdoek meenemen om zo aan te tonen dat ze zijn werken waarderen. Dit idee is afkomstig uit de boekenreeks, waarin een handdoek bekendstaat als het handigste hulpmiddel dat een intergalactische lifter bij zich kan hebben, en waarvan hij dus altijd moet weten waar hij hem heeft opgeborgen.

## Oorsprong
Het idee van Towel Day begon als post op een forum door een zekere Chris Campbell, die mensen aanspoorde tot de actie. Sindsdien is het uitgegroeid tot een in kleine kring bekend fenomeen, waar desondanks wereldwijd in verschillende media aandacht aan is besteed. Zo werd eraan gerefereerd in de Noorse krant Aftenposten, in het Noorse televisieprogramma NRK Nyheter en op National Public Radio, Los Angeles. De dag is ook erkend als discordische feestdag door aanhangers van dit geloof.